# Mongols MC
Mongols Motorcycle Club, ook wel Mongol Nation of Mongol Brotherhood, is een motorclub. De Mongols zijn opgericht in Zuid-Californië, maar dat was aanvankelijk (eind 1960) in Montebello. De Mongols hebben zich  vooral in het midden van Zuid-Californië gevestigd, met vestigingen in 14 staten, evenals internationale kantoren in 13 andere landen. De bende bestaat voornamelijk uit voormalige leden van bendes in Los Angeles. De Mongols worden gekwalificeerd als een 1%MC.

## Confrontaties
Mongols-leden hebben al vele malen conflicten met de autoriteiten gehad op het gebied van drugshandel (voornamelijk methamfetamine), het witwassen van geld, diefstal, afpersing, wapenwetschendingen, moord en mishandeling. De Mongols zijn in oorlog met de Hells Angels. De Mongols hebben vele chapters buiten de Verenigde Staten. Nu zijn er wereldwijd verschillende chapters opgericht in verschillende landen. In Duitsland zorgen de Mongols met regelmaat voor onrust. Zo werd een aantal jaar geleden een bom in het clubhuis in Berlijn gevonden. Het chapter werd daarom opgeheven. Ook het chapter in Bremen is verboden door Duitse autoriteiten. De Duitse Mongols maakten het zo bont dat de Europese moederorganisatie de Duitse tak uit de club zette. De Duitse afdeling stelde daarop dat ze alleen het chapter in Californië als moederchapter accepteren, en dat de Europese Mongols niet het recht hadden de Duitse tak uit de club te zetten. De spanningen in Duitsland zijn vooral terug te leiden tot ruzies met rivaliserende motorclubs als de Hells Angels. Leden van beide clubs zijn met enige regelmaat betrokken bij grote knokpartijen. Een Belgisch lid van de Mongols zegt in de krant ook spanningen te verwachten tussen de Nederlandse tak en de Hells Angels. De Belg zegt meerdere keren ‘huisbezoek’ van leden van de Hells Angels te hebben gehad, om te zeggen dat hij moest stoppen bij de Mongols.

## Nederland
In Nederland hebben de Mongols een chapter in Amsterdam. De Nederlandse afdeling is waarschijnlijk opgezet door leden uit Duitsland. Het chapter is op 11 oktober 2014 op de Facebookpagina van de Duitse afdeling van de Mongols aangekondigd. Op 7 april 2016 was er een massale vechtpartij tussen dertig leden van de Hells Angels en de Mongols in het Van der Valk Hotel in Rotterdam Blijdorp. Gasten van het hotel vluchten naar het naast gelegen fitnesscentrum. De politie vond zeven kogelhulzen op het parkeerterrein. De politie pakte twintig verdachten op. Ook waren er een vuurwapen en een mes in beslag genomen. Bij de veldslag viel één zwaargewonde. Het moederchapter in de Verenigde Staten vond dat de Mongols uit Italië, Duitsland, Nederland en andere landen aan meer voorwaarden moesten voldoen. Ze moesten meer contributie betalen. Alle Europese chapters van de Mongols werden door de Mongols uit de Verenigde Staten in bad standing uit de club gegooid. Op 26 september 2016 wilden de Europese Mongols afzonderlijk verder gaan. De Nederlandse tak werd opgeheven.

## België
In België hebben de Mongols ook een chapter in Aat dat Ardennes Chapter wordt genoemd.